# Сяйво (журнал)
«Сяйво» — літературно-мистецький щомісячник, який виходив 1913-14 рр. у Києві з ініціативи П. Коменданта та Василя Василька В. Миляєва, за допомоги діячів української культури:                                    А. Терниченка, І. Стешенка, М. Біляшівського, М. Лисенка; спочатку редактором був О. Корольчук; а згодом керівництво видавничою справою перейшло до І. Стешенка, ілюстратором видання були А. Середа та О. Судомора.
«Сяйво» інформувало про всі види українського мистецтва: архітектуру (В. Кричевський), образотворче мистецтво (П. Чайка, Є. Кузьмін, А. Середа, О. Судомора), народне мистецтво і фолкльор (М. Біляшівський, Д. Щербаківський), музику (В. О'Коннор-Вілінська, В. Борецький, В. Верховинець), театр (М. Вороний, М. Садовський, О. Корольчук, Г. Александровський, І. Стешенко, С. Русова, К. Широцький).
У «Сяйві» друкувалися твори тогочасних письменників: І. Франка, О. Олеся, М. Рильського, П. Тичина, М. Вороного та ін., критичні статті про творчість М. Коцюбинського, В. Винниченка, Лесі українки, Г. Борисоглібської тощо. Через матеріальну скруту та постійні військові погроми у Києві видання журналу «Сяйво» було припинене у 1914 р. Частина матеріалу, надісланого до редакції для публікації, зокрема переклади Р. Бліндера «Театр і драма», були надруковані в часописі «Театральні Вісті» за 1917 р. Однак у зв'язку із білошовицькою окупацією Києва і це видання було припинене. Проте, на початку 20-х рр. ХХ ст. Павло Комендант, ставши співробітником ВУАН, спробував відновити роботу видавництва і журналу «Сяйво» зокрема. Однак радянська влада не дала можливості розгорнути роботу цього часопису. Згодом сам ініціатор створення журналу «Сяйво» Павло Комендант був репресований. Частина архіву видавництва та журналу «Сяйво» тепер зберігається у Державному архіві-музеї літератури і мистецтв України (Київ) в особовому фонді Василя Василька. Саме В. Василько зберіг матеріали цього часопису та текст спогадів Павла Коменданта про історію виникнення журналу «Сяйво». На сторінках літературного журналу «Дзвін» (липень 2017 р.) буде опубліковано текст спогадів П. Коменданта.